# 실리에 노렌달
실리에 노렌달(노르웨이어: Silje Norendal, 1993년 9월 1일~)은 노르웨이의 여자 스노보딩 선수이다. 그녀는 하프파이프, 슬로프스타일, 보더크로스 종목에 참가하며 그녀의 소속팀은 콩스베르크 IF이다.
2013년 알베르빌에서 열린 유럽 동계 X 게임에서 여자 슬로프스타일에 참가하여 금메달을 땃다.
2014년 1월 아스펜에서 열린 동계 X 게임 여자 슬로프스타일에서 금메달을 땃다.
러시아 소치에서 열린 2014년 동계 올림픽에서는 메달을 따지 못하였다.